# Battifollo
Battifollo é uma comuna italiana da região do Piemonte, província de Cuneo, com cerca de 262 habitantes. Estende-se por uma área de 11 km², tendo uma densidade populacional de 24 hab/km². Faz fronteira com Bagnasco, Ceva, Lisio, Nucetto, Scagnello.

## Demografia
| Variação demográfica do município entre 1861 e 2011                               |
|                                                                                   |
| Fonte: Istituto Nazionale di Statistica (ISTAT) - Elaboração gráfica da Wikipedia |